# لس آلاموس (نیومکزیکو)
لاس‌آلموس (به انگلیسی: Los Alamos) شهری در ایالت نیومکزیکو کشور ایالات متحده آمریکا است که جمعیت آن در سرشماری سال ۲۰۲۲ میلادی، حدود ۱۹,۲۰۰ نفر بوده‌است.

## موقعیت جغرافیایی
موقعیت جغرافیایی شهرها و مناطق اطراف به شرح زیر است: